# Спаун (фильм, 2025)
«Спа́ун» (англ. Spawn) — предстоящий супергеройский фильм режиссёра и сценариста Тодда Макфарлейна, режиссёрский дебют Тодда Макфарлейна. Экранизация одноимённого комикса Макфарлейна. Также перезапуск одноимённого фильма.

## Сюжет
В центре сюжета — спецагент Эл Симмонс, которого убили из-за предательства коллег. После душа Эла, отягощённая многочисленными преступлениями, во имя «демократии» попадает в ад. Там Симмонс заключает сделку с одним из демонов и возвращается на Землю как неуязвимый суперзлодей Спаун,
чтобы устроить конец света. Но в конце концов Спаун предал своего хозяина и стал сражаться против сил тьмы.

## Производство
В 2014 году, после долгих попыток снять сиквел фильма «Спаун», стало известно о перезапуске. В феврале 2016 года Тодд Макфарлейн заявил, что сценарий завершён. В октябре 2017 года Макфарлейн сообщил, что съёмки начнутся 2018 году. В мае 2018 года Джейми Фокс был утверждён на главную роль, а в июле Джереми Реннер получил роль напарника Спауна. Сам фильм должен был выйти 2019 году.
В июле 2023 года Джейсон Блум объявил, что выход фильма в прокат запланирован на 2025 год. 22 июля 2024 года Макфарлейн на своей странице в Твиттер объявил, что сценарий завершен и что фильм будет называться King Spawn («Король Спаун»).